# Osvald Zahradník
Osvald Zahradník (Nagybocskó, 1932. november 16. – Pozsony, 2017. augusztus 16.) szlovák író, drámaíró, dramaturg.

## Élete
Besztercebányai gimnáziumban tanult, 1951-ben Szvitben villamosipari végzettséget szerzett. Ezt követően pedig a prágai Károly Egyetem Bölcsészettudományi Karán filozófiát és pszichológiát tanult, 1957-ben végzett.
Először 1948-ban Szvitben helyezkedett el, majd a diploma megszerzése után 1961-ig metodológusként és drámaíróként dolgozott egy prágai koncertügynökségnél. Innen Besztercebányába költözött, ahol 1971-től a Csehszlovák Rádió rendezője volt. 1971 és 1973 között a pozsonyi Csehszlovák Rádió főszerkesztője. 1973-tól 1976-ig Csehszlovákia Kulturális Minisztériumában, majd 1976 és 1979 között a Szlovák Nemzeti Színház vezetőjeként dolgozott.

## Munkássága
Az 1950-es évek elején jelent meg az irodalomban, 1952-ben debütált rövid prózaművekkel, amelyeket újságokban és folyóiratokban publikált: Rudé právo, szlovák Pravda, Práca, Nové slovo, Smer, Rozhlas, Mladá tvorba, Film a divadlo. 1967 óta a dráma iránt is elkötelezett lett, amikor rádió- és később televíziós műsorokat írt. Rádiójátékaiban a házasság érzelmi válsága, a környezet etikájával való ütközés, a börtönből a normál életbe való visszatérés témáival foglalkozott. Más munkáiban az illúziók és a valóság, az idős emberek és a legfiatalabb generáció világának konfrontációját ábrázolta, de visszatért olyan témákhoz is, mint a háború, a szlovák állam, a szlovák nemzeti felkelés és a családi problémák. A drámáit francia és orosz nyelven is közzétették, és ő volt az egyik legtöbbet játszott külföldi szerző az orosz színházakban.

## Művei

### Próza
- Sólo pre bicie (hodiny) (1973) Dobszóló (óra)
- Zurabája alebo Epitaf pre živého (1973) Zurabaya vagy epizód az élőkért
- Prekroč svoj tieň (1974) Kereszt az árnyékon
- Sonatína pre páva (1977) Páva szonáta
- 39° v tieni (1977) 39° az árnyékban
- Omyl chirurga Moresiniho (1982) Moresini sebész hibája
- Meno pre Michala (1985) Michal neve

### Tévéjátékok
- Strecha úniku (1971) Tetőszivárgás
- Biely autobus (1972) Fehér autóbusz
- 39° v tieni, 5-dielny televízny seriál (1976) 39° az árnyékban, egy 5 részes televíziós sorozat

### Rádiójátékok
- Sviatosť naivity (1967) A naivitás szentsége
- Návrat (1968) Visszatérés
- Šok (1969) Sokk
- Vidina (1970)
- Vražda vo Fermiho ústave (1971) Gyilkosság Fermi alkotmányában
- Portrét neznámej (1971) Az ismeretlen arcképe
- Pavučina (1978) Pókháló
- Spoločenská záruka (1980) Szociális garancia
- Králikovci, spoluautor rozhlasového seriálu – Nyulak, egy rádiósorozat társszerzője

### Színházi előadások
- Sólo pre bicie (hodiny) (1973) Dobszóló (óra)
- Zurabája alebo Epitaf pre živého (1973) Zurabaya vagy epizód az élőkért
- Prekroč svoj tieň (1974) Kereszt az árnyékon
- Sonatína pre páva (1976) Páva szonáta
- Čas brieždenia (1984) Fékezési idő
- Prelúdium v mol (1984) Prelúdium molban
- Post scriptum (1986) Post scriptum (Utóirat)
- Polostrovy vianočné (1987) Karácsony-félsziget
- Päť hier (1988) Öt játék
- Prominenti na úrazovke (1989) Jelentős emberek az ösvényen

## Magyarul
- Órák... Színmű; kéziratból ford. Miklósi Péter; LITA, Bratislava, 1972
- Lépd át az árnyékod; ford. Péterfi Gyula; LITA, Bratislava, 1976
- Apróhírdetés. Színjáték; ford. Tóth László; LITA, Bratislava, 1978
- Preludium mollban; ford. Miklósi Péter; LITA, Bratislava, 1986

## Díjai, elismerései
- Puskin-érem (Oroszország, 2000. április 28.)[1]
- Pribina kereszt II. osztálya (Szlovákia, 2003)

## Fordítás
- Ez a szócikk részben vagy egészben  az   Osvald Zahradník című szlovák Wikipédia-szócikk ezen változatának fordításán alapul.  Az eredeti cikk szerkesztőit annak laptörténete sorolja fel. Ez a jelzés csupán a megfogalmazás eredetét és a szerzői jogokat jelzi, nem szolgál a cikkben szereplő információk forrásmegjelöléseként.